# Дефо, Джермейн
Джерме́йн Ко́лин Дефо́ (англ. Jermain Colin Defoe; родился 7 октября 1982 года в Бектоне, Лондон) — английский футболист, нападающий. Входит в десятку лучших бомбардиров в истории Премьер лиги. Выступал за сборную Англии.

## Клубная карьера

### «Вест Хэм» и аренда в «Борнмут»
Первым профессиональным клубом Дефо стал «Вест Хэм», с которым игрок в 2000 году заключил контракт. Дебютировал за клуб в сентябре того же года матчем Кубка Лиги против «Уолсолла». Для получения игровой практики на правах аренды выступал за «Борнмут», в котором побил рекорд Джона Олриджа и Кларри Джордана (забил в 10 матчах подряд). Тогдашний тренер «молотобойцев» Гарри Реднапп сказал, что Джермейн — «ребенок с большим будущим». Сезон 2001/02 Дефо завершил в ранге лучшего бомбардира клуба (14 голов в 39 матчах), при этом в основном выходя на замены.
В следующем сезоне забил 11 голов в 42 играх, но не смог предотвратить понижение клуба в Первый дивизион. Не прошло и дня после вылета из элиты английского футбола, как игрок подал письменный запрос в клуб о выставлении себя на трансфер. Однако запрос Дефо вызвал критику со стороны болельщиков и одноклубников, и руководство лондонской команды отклонило его. Спустя время, нападающий принёс свои извинения перед болельщиками.
Сезон 2003/04 Дефо начал в составе «Вест Хэма», но отказался подписывать с «молотобойцами» новый контракт. Проблемы с дисциплиной и малая результативность (3 голевых передачи за 22 матча) привели к тому, что клуб принял предложение от «Тоттенхэма» и расстался с игроком во время зимнего трансферного окна.

### «Тоттенхэм Хотспур»
В феврале 2004 году Дефо перешёл в «Тоттенхэм Хотспур». Сумма трансфера составила 6 миллионов фунтов (+ 1 миллион бонусами). И. о. главного тренера «шпор» Дэвид Плит говорил: «Я не могу вспомнить английского нападающего, который в его возрасте столького добился за такое короткое время. Его рекорд в 21 год — что-то весьма необыкновенное. Надеюсь, у него будет прекрасная карьера в „Тоттенхэме“». В своём дебютном матче против «Портсмута» забил гол, благодаря которому команда одержала победу — 4:3. В первом полноценном сезоне за клуб Дефо в 36 матчах Премьер-лиги забил 13 голов, включая хет-трик в ворота «Саутгемптона» в декабре 2004 года, и 9 голов в восьми матчах Кубка Англии и Кубка Лиги, а также получил премию «Игрок года» в составе «Тоттенхэма» за 2004 календарный год по версии болельщиков. Несмотря на слухи вокруг нападающего, связывающие его с другими клубами, в апреле 2005 года Дефо заключил с клубом новый контракт сроком на 4,5 года.
Следующий сезон был не богатым на голы для Дефо, и наставник Мартин Йол использовал его в ротации с Робби Кином и Мидо, благодаря которой обеспечивалась конкуренция за стартовый состав. В октябре 2006 года в матче против бывшего клуба, «Вест Хэма», Джермейн укусил Хавьера Маскерано после грубого фола на себе, чем спровоцировал потасовку между игроками. Футбольная ассоциация Англии не стал принимать меры по отношении к Дефо, поскольку это уже сделал арбитр матча Стив Беннетт, показав игроку жёлтую карточку.
Во время Boxing Day-2006 забил свой 50-й гол за «шпор», оформив дубль в ворота «Астон Виллы». В мае 2007 года забил «Чарльтону», тем самым отправив родной клуб в Чемпиошнип. Во время летнего трансферного окна 2007 года появились новые слухи о будущем Дефо в клубе: причиной этому стало прибытия Даррена Бента. Однако приезд нападающего не смутил Джермейна, и он продолжал бороться за место в составе. 28 октября вышел на замену в матче в матче Кубка УЕФА против «Анортосиса» и оформил дубль — тем самым, забил свои первые 2 гола в сезоне. 28 ноября в матче против «Вест Хэма» не забил пенальти в добавленное арбитром время — матч завершился ничьей, 1:1.

### «Портсмут»
В январе 2008 года игрок сменил футбольную прописку на «Портсмут», сумма трансфера — 7,5 миллионов фунтов. В своём дебютном за команду в матче с «Челси» забил гол, благодаря которому встреча завершилась ничейным счётом, 1:1. Провести весенний матч против своей бывшей команды, «Тоттенхэма», игроку не удалось из-за условий, прописанных в контракте. На следующей неделе отправил два мяча в ворота «Уигана» и стал первым игроком в истории клуба, которому удалось забить в первых пяти матчах за клуб. Финалист Суперкубка Англии 2008
В сезоне 2008/09, в матче против «Эвертона» забил свой первый гол в сезоне, чем помог одержать разгромную победу со счётом 3:0. 13 и 18 сентября забил «Мидлсбро» в чемпионате и «Витории» (Гимарайнш) в Кубке УЕФА — этот гол поспособствовал тому, что Портсмут одержал первую победу в этом турнире.

### Возвращение в «Тоттенхэм»
В январе 2009 года президент «Портсмута» Питер Сторри рассказал о желании Дефо сменить клубную прописку в ближайшем будущем. Сообщалось, что бывший клуб игрока «Тоттенхэм» ведёт с нападающим переговоры, но переговоры зашли в тупик, так как запрашиваемая сумма (20 миллионов фунтов) не устраивала «шпор». 6 января 2009 года после длительных переговоров, клубы договорились о трансфере напдающего, сумма которого составила почти 16 миллионов фунтов (в неё входила частичная оплата «Портсмутом» трансферов Кабула и Мендеша). Контракт заключен сроком на 5 лет, заработная плата Джермейна составила 60 тысяч фунтов в неделю.
Первый матч после возвращения в клуб Дефо провёл 11 января 2009 года, против «Уигана». Первый гол забил своему бывшему клубу, «Портсмуту», матч завершился со счетом 1:1. Свой второй мяч нападающий отправил в ворота «Бёрнли», что позволило его команде пройти в финал Кубка Лиги 2009.
19 августа 2009 года, Дефо оформил третий хет-трик в своей карьере в гостях над «Халл Сити» (5:1) во второй игре сезона 2009/10. Дефо был назван лучшим игроком Барклайс за август 2009 года. 12 сентября 2009 года Дефо забил через 38 секунд после стартового свистка рядом с дальней штангой против чемпионов Премьер-лиги 2008/09 «Манчестер Юнайтед», который закончился со счетом 3:1. 23 сентября 2009, Дефо забил головой за «Тоттенхэм» над «Престоном», одержав победу 5:1. В октябре 2009 Дефо забил гол и был удален с поля во время матча против своего бывшего клуба, «Портсмута».

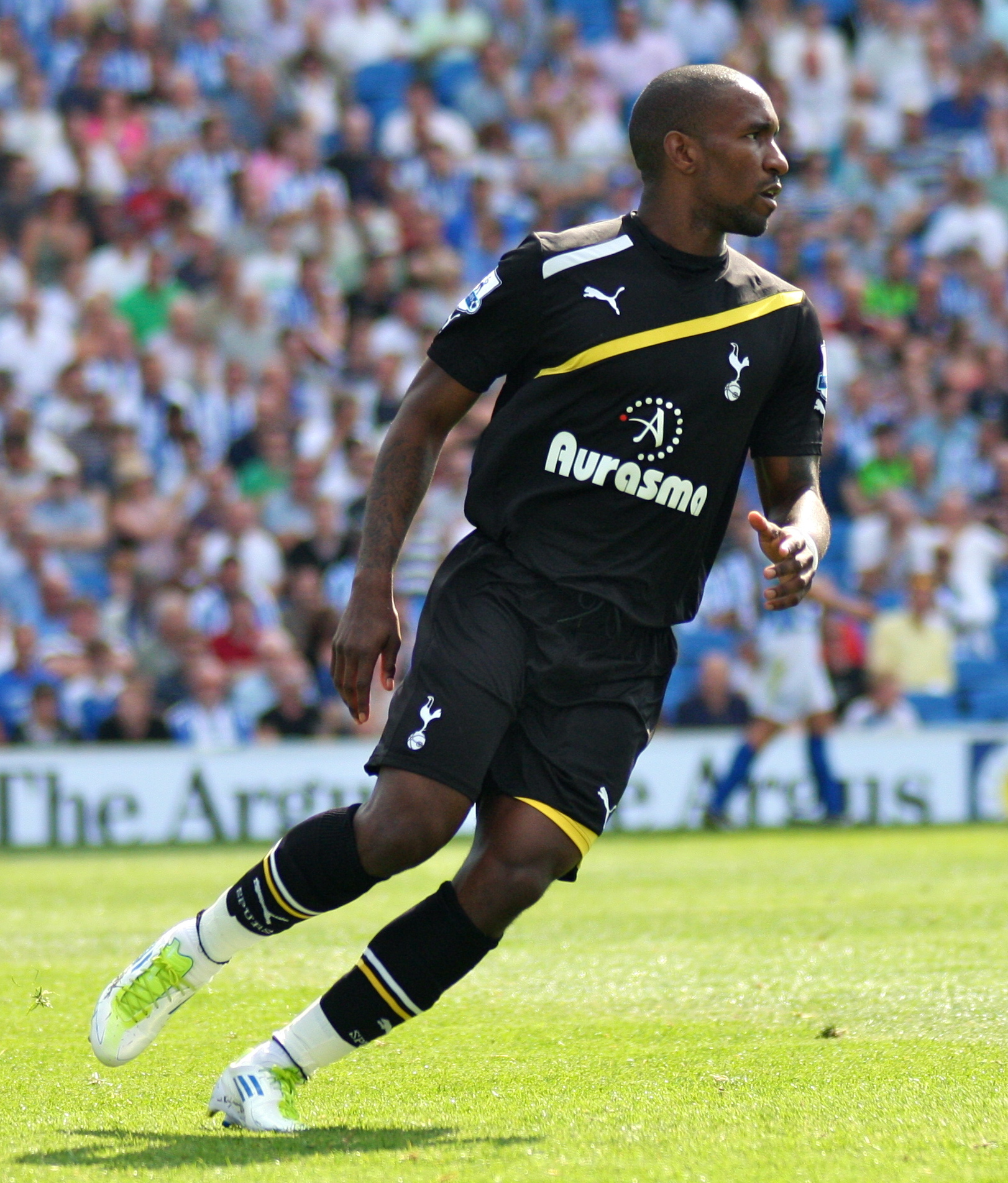
Дефо в матче против «Брайтона», 30 июля 2011 года

22 ноября 2009 года Дефо забил пять голов на «Уайт Харт Лейн» против «Уиган Атлетик» (9:1), это включало второй самый быстрый хет-трик в истории Премьер-Лиги, который был забит за семь минут, при этом Дефо стал лишь третьим игроком, забившим пять мячей в одном матче Премьер-Лиги, после того, как это сделали Алан Ширер и Энди Коул. Димитар Бербатов и Серхио Агуэро впоследствии удалось сравнять этот подвиг. 3 февраля, Дефо делает третий хет-трик сезона в четвёртый раунде переигровки Кубка Англии против «Лидс Юнайтед» на «Элланд Роуд» со «шпорами» (3:1)
26 декабря 2010 года он получил прямую красную карточку, впервые с 17 октября 2009 года, в матче против «Астон Виллы»; но его команда, ведущая в счёте, смогла обеспечить победу несмотря на игру вдесятером.
30 августа 2012 «Тоттенхэм» объявил, что Дефо подписал с клубом контракт ещё на три года.
В сезоне 2013/14 Дефо начал сезон в качестве замены новому нападающему Роберто Сольдадо. 29 августа 2013 года главный тренер Андре Виллаш-Боаш использовал его в качестве первого выбора нападающего для открытия игр в Лиге Европы и он забил свой первый мяч дома против «Динамо» из Тбилиси (3:0). 19 сентября 2013 года Дефо забил дважды, принеся победу над «Тромсё» (3:0). 24 сентября 2013 года он забил ещё два гола, принёс победу против «Астон Виллы» в Кубке Лиги, тем самым доведя свой личный счет за «Тоттенхэм» до 139 голов, и опередив Джорджа Ханта и став 5-м в списке лучших бомбардиров клуба всех времен. Следующий его гол состоялся 3 октября 2013 года против «Анжи» в Махачкале победа со счетом 2:0. Этим он повторил клубный рекорд из 22 голов, забитых в еврокубках Мартином Чиверсом. Ещё два гола он забил молдавскому «Шерифу» в двух подряд матчах Лиги Европы. Этим Дефо обновил рекорд Чиверса.

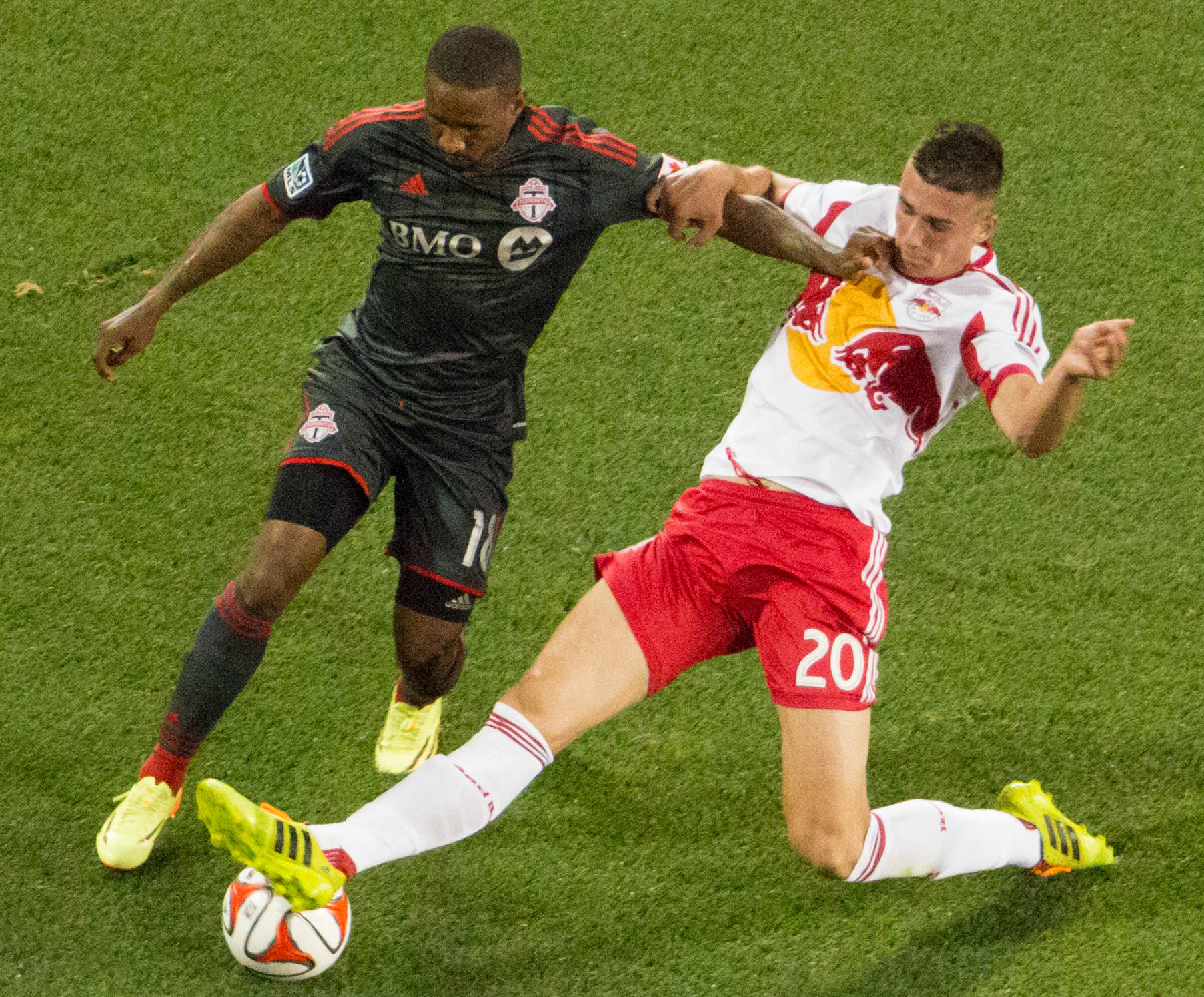
Дефо (слева) в игре за «Торонто» в 2014 году

### «Торонто»
10 января 2014 года «Хотспур» заявил о переходе Джермейна в клуб MLS «Торонто», в котором он начал выступать с 28 февраля 2014 года. 16 марта 2014 года Дефо отметился дублем в дебютном матче в первенстве МЛС против «Сиэтла» (2:1).

### «Сандерленд»
16 января 2015 года Дефо перешёл в «Сандерленд», подписав контракт на 3,5 года. Дебют состоялся на следующий день против своего бывшего клуба «Тоттенхэм». В сезоне 2014/15, Дефо играл под 28 номером, т.к его привычный 18 был занял Харис Мавриас.

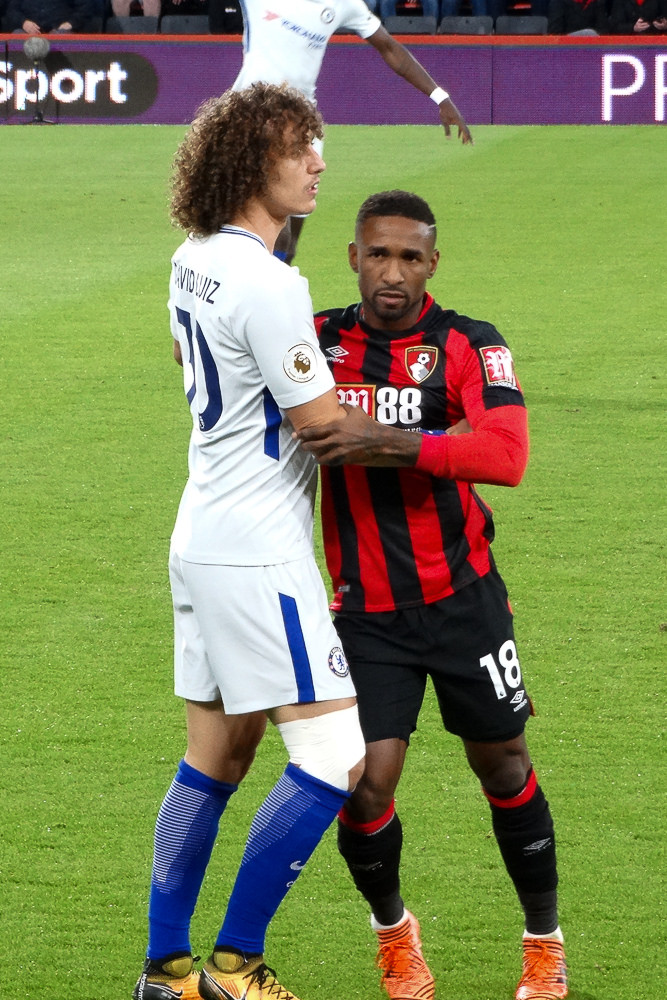
Дефо в матче против «Челси» в 2017 году

31 января 2015 года Дефо забил свой первый гол за «Сандерленд» против «Бернли» (2:0). Его второй гол состоялся на следующей неделе, 7 февраля 2015 года, против «Суонси» (1:1). 5 апреля он забил единственный гол в дерби против «Ньюкасла», чем завершил серию из восьми игр без побед, а также одержав свою первую победу под руководством Дика Адвокаата; эмоции после забитого гола заставили его плакать. 9 мая 2015 года Дефо забил свой четвёртый гол в сезоне в матче с «Эвертоном» на «Гудисон Парк» (2:0), в результате «Сандерленд» ушёл от зоны вылета.
В сезоне 2015/16 взял свой привычный 18 номер. В первом туре сезона 2015/16, Дефо забил свой очередной гол, в гостях против «Лестер Сити» (4:2). 25 августа 2015 года он сделал хет-трик, обеспечив победу над «Эксетер Сити» во второй раунде Кубка Лиги (6:3).
3 января 2016 года Джермейн Дефо забил три гола в ворота «Суонси» в выездном матче 21-го тура чемпионата Англии, и забрал на память игровой мяч. Матч завершился победой «Сандерленда» (4:2).
9 июня 2016 года Джермейн продлил свой контракт с клубом до 2019 года.

### «Борнмут»
29 июня 2017 года воспользовавшись пунктом в контракте, Дефо покинул «Сандерленд» на правах свободного агента и перешёл в «Борнмут», подписав контракт на три года. В сезоне 2018/19 Джермейн Дефо 4 раза появился на поле и не отметился результативными действиями.

### «Рейнджерс»
6 января 2019 года Джермейн Дефо перешёл в один из старейших клубов Шотландии, «Рейнджерс», на правах аренды из «Борнмута». Аренда нападающего рассчитана на полтора года.
Летом 2020 года Рейнджерс выкупил контракт Дефо из Борнмута. В котором он впервые выиграл свой первый командный титул чемпиона Шотландии.
Летом 2021 года продлил контракт с клубом и стал играющим тренером.

## Международная карьера
За сборную Англии Дефо дебютировал в марте 2004 года в матче против сборной Швеции. 23 июня 2010 забил единственный мяч во встрече со сборной Словении, который позволил англичанам пробиться в 1/8 финала ЧМ-2010.

## Достижения

### Командные
«Тоттенхэм Хотспур»
- Обладатель Кубка Футбольной лиги: 2008

«Рейнджерс»
- Чемпион Шотландии: 2020/21

### Личные
- Игрок года «Тоттенхэма»: 2004[34]
- Игрок месяца английской Премьер-лиги: Август, 2009[35]
- Игрок года «Сандерленда» по версии болельщиков: 2015/16[36]
- Игрок года «Сандерленда» по версии клуба: 2015/16[36]
- Автор лучшего гола месяца английской Премьер-лиги: декабрь 2017
- Офицер Ордена Британской империи: 2018[37]

## Личная жизнь
Джермейн родился в Лондоне, в семье выходцев из Доминики и Сент-Люсии. С раннего детства Дефо по вероисповеданию являлся христианином. 24 апреля 2009 года его сводный брат Джейд «Гэвин» Дефо, трагически погиб от полученных травм головы. 7 июня 2012 года скончался отец Дефо, Джермейн был на сборах со сборной Англии перед Евро-2012, после этого он вернулся в Англию. Но уже 11 июня он выходит защищать цвета своей страны в игре против сборной Франции.
В 2006 году принял участие в рекламе «Невероятная команда» от Adidas, где встал на вратарскую позицию.

## Статистика выступлений

### Клубная статистика
| Выступление      | Выступление            | Выступление      | Лига | Лига | Кубки | Кубки | Еврокубки | Еврокубки | Итого | Итого |
| Клуб             | Лига                   | Сезон            | Игры | Голы | Игры  | Голы  | Игры      | Голы      | Игры  | Голы  |
| ---------------- | ---------------------- | ---------------- | ---- | ---- | ----- | ----- | --------- | --------- | ----- | ----- |
| Вест Хэм         | АПЛ                    | 2000/01          | 1    | 0    | 1     | 1     | —         | —         | 2     | 1     |
| Вест Хэм         | АПЛ                    | 2001/02          | 35   | 10   | 4     | 4     | —         | —         | 39    | 14    |
| Вест Хэм         | АПЛ                    | 2002/03          | 38   | 8    | 4     | 3     | —         | —         | 42    | 11    |
| Вест Хэм         | Первый дивизион        | 2003/04          | 19   | 11   | 3     | 4     | —         | —         | 22    | 15    |
| Вест Хэм         | Итого                  | Итого            | 93   | 29   | 12    | 12    | —         | —         | 105   | 41    |
| → Борнмут        | Второй дивизион        | 2000/01          | 29   | 18   | 2     | 1     | —         | —         | 31    | 19    |
| → Борнмут        | Итого                  | Итого            | 29   | 18   | 2     | 1     | —         | —         | 31    | 19    |
| Тоттенхэм        | АПЛ                    | 2003/04          | 15   | 7    | —     | —     | —         | —         | 15    | 7     |
| Тоттенхэм        | АПЛ                    | 2004/05          | 35   | 13   | 9     | 9     | —         | —         | 44    | 22    |
| Тоттенхэм        | АПЛ                    | 2005/06          | 36   | 9    | 2     | 0     | —         | —         | 38    | 9     |
| Тоттенхэм        | АПЛ                    | 2006/07          | 34   | 10   | 10    | 5     | 5         | 3         | 49    | 18    |
| Тоттенхэм        | АПЛ                    | 2007/08          | 19   | 4    | 7     | 1     | 5         | 3         | 31    | 8     |
| Тоттенхэм        | Итого                  | Итого            | 139  | 43   | 28    | 15    | 10        | 6         | 177   | 64    |
| Портсмут         | АПЛ                    | 2007/08          | 12   | 8    | —     | —     | —         | —         | 12    | 8     |
| Портсмут         | АПЛ                    | 2008/09          | 19   | 7    | 1     | 0     | 4         | 2         | 24    | 9     |
| Портсмут         | Итого                  | Итого            | 31   | 15   | 1     | 0     | 4         | 2         | 36    | 17    |
| Тоттенхэм        | АПЛ                    | 2008/09          | 8    | 3    | 2     | 1     | —         | —         | 10    | 4     |
| Тоттенхэм        | АПЛ                    | 2009/10          | 34   | 18   | 9     | 6     | —         | —         | 43    | 24    |
| Тоттенхэм        | АПЛ                    | 2010/11          | 22   | 4    | 2     | 2     | 6         | 3         | 30    | 9     |
| Тоттенхэм        | АПЛ                    | 2011/12          | 25   | 11   | 7     | 3     | 6         | 3         | 38    | 17    |
| Тоттенхэм        | АПЛ                    | 2012/13          | 34   | 11   | 1     | 0     | 8         | 4         | 43    | 15    |
| Тоттенхэм        | АПЛ                    | 2013/14          | 14   | 1    | 3     | 2     | 5         | 7         | 22    | 10    |
| Тоттенхэм        | Итого                  | Итого            | 137  | 48   | 24    | 14    | 25        | 17        | 186   | 79    |
| Торонто          | МЛС                    | 2014             | 19   | 11   | 2     | 1     | —         | —         | 21    | 12    |
| Торонто          | Итого                  | Итого            | 19   | 11   | 2     | 1     | —         | —         | 21    | 12    |
| Сандерленд       | АПЛ                    | 2014/15          | 17   | 4    | 2     | 0     | —         | —         | 19    | 4     |
| Сандерленд       | АПЛ                    | 2015/16          | 33   | 15   | 1     | 3     | —         | —         | 34    | 18    |
| Сандерленд       | АПЛ                    | 2016/17          | 37   | 15   | 3     | 0     | —         | —         | 40    | 15    |
| Сандерленд       | Итого                  | Итого            | 87   | 34   | 6     | 3     | —         | —         | 93    | 37    |
| Борнмут          | АПЛ                    | 2017/18          | 24   | 4    | 2     | 0     | —         | —         | 26    | 4     |
| Борнмут          | АПЛ                    | 2018/19          | 4    | 0    | 4     | 0     | —         | —         | 8     | 0     |
| Борнмут          | Итого                  | Итого            | 28   | 4    | 6     | 0     | —         | —         | 34    | 4     |
| Рейнджерс        | Шотландский Премьершип | → 2018/19        | 17   | 8    | 3     | 0     | 0         | 0         | 20    | 8     |
| Рейнджерс        | Шотландский Премьершип | → 2019/20        | 20   | 13   | 5     | 2     | 7         | 2         | 32    | 17    |
| Рейнджерс        | Шотландский Премьершип | 2020/21          | 1    | 0    | 0     | 0     | 1         | 1         | 2     | 1     |
| Рейнджерс        | Итого                  | Итого            | 38   | 21   | 8     | 2     | 8         | 3         | 54    | 26    |
| Всего за карьеру | Всего за карьеру       | Всего за карьеру | 601  | 223  | 89    | 48    | 47        | 28        | 737   | 299   |

### За сборную
| Матчи Джермейна Дефо за сборную Англии | Матчи Джермейна Дефо за сборную Англии | Матчи Джермейна Дефо за сборную Англии | Матчи Джермейна Дефо за сборную Англии | Матчи Джермейна Дефо за сборную Англии | Матчи Джермейна Дефо за сборную Англии | Матчи Джермейна Дефо за сборную Англии |
| -------------------------------------- | -------------------------------------- | -------------------------------------- | -------------------------------------- | -------------------------------------- | -------------------------------------- | -------------------------------------- |
| №                                      | Дата                                   | Соперник                               | Счёт                                   | Голы                                   | Соревнование                           |                                        |
| 1                                      | 31 марта 2004                          | Швеция                                 | 0 : 1                                  | -                                      | Товарищеский матч                      |                                        |
| 2                                      | 5 июня 2004                            | Исландия                               | 6 : 1                                  | -                                      | Товарищеский матч                      |                                        |
| 3                                      | 18 августа 2004                        | Украина                                | 3 : 0                                  | -                                      | Товарищеский матч                      |                                        |
| 4                                      | 4 сентября 2004                        | Австрия                                | 2 : 2                                  | -                                      | Отборочный матч ЧМ 2006                |                                        |
| 5                                      | 8 сентября 2004                        | Польша                                 | 2 : 1                                  | 1                                      | Отборочный матч ЧМ 2006                |                                        |
| 6                                      | 9 октября 2004                         | Уэльс                                  | 2 : 0                                  | -                                      | Отборочный матч ЧМ 2006                |                                        |
| 7                                      | 13 октября 2004                        | Азербайджан                            | 1 : 0                                  | -                                      | Отборочный матч ЧМ 2006                |                                        |
| 8                                      | 17 ноября 2004                         | Испания                                | 0 : 1                                  | -                                      | Товарищеский матч                      |                                        |
| 9                                      | 26 марта 2005                          | Северная Ирландия                      | 4 : 0                                  | -                                      | Отборочный матч ЧМ 2006                |                                        |
| 10                                     | 30 марта 2005                          | Азербайджан                            | 2 : 0                                  | -                                      | Отборочный матч ЧМ 2006                |                                        |
| 11                                     | 28 мая 2005                            | США                                    | 2 : 1                                  | -                                      | Товарищеский матч                      |                                        |
| 12                                     | 31 мая 2005                            | Колумбия                               | 3 : 2                                  | -                                      | Товарищеский матч                      |                                        |
| 13                                     | 17 августа 2005                        | Дания                                  | 1 : 4                                  | -                                      | Товарищеский матч                      |                                        |
| 14                                     | 3 сентября 2005                        | Уэльс                                  | 1 : 0                                  | -                                      | Отборочный матч ЧМ 2006                |                                        |
| 15                                     | 7 сентября 2005                        | Северная Ирландия                      | 0 : 1                                  | -                                      | Отборочный матч ЧМ 2006                |                                        |
| 16                                     | 1 марта 2006                           | Уругвай                                | 2 : 1                                  | -                                      | Товарищеский матч                      |                                        |
| 17                                     | 16 августа 2006                        | Греция                                 | 4 : 0                                  | -                                      | Товарищеский матч                      |                                        |
| 18                                     | 2 сентября 2006                        | Андорра                                | 5 : 0                                  | 2                                      | Отборочный матч ЧЕ 2008                |                                        |
| 19                                     | 6 сентября 2006                        | Македония                              | 1 : 0                                  | -                                      | Отборочный матч ЧЕ 2008                |                                        |
| 20                                     | 7 октября 2006                         | Македония                              | 0 : 0                                  | -                                      | Отборочный матч ЧЕ 2008                |                                        |
| 21                                     | 11 октября 2006                        | Хорватия                               | 0 : 2                                  | -                                      | Отборочный матч ЧЕ 2008                |                                        |
| 22                                     | 7 февраля 2007                         | Испания                                | 0 : 1                                  | -                                      | Товарищеский матч                      |                                        |
| 23                                     | 24 марта 2007                          | Израиль                                | 0 : 0                                  | -                                      | Отборочный матч ЧЕ 2008                |                                        |
| 24                                     | 28 марта 2007                          | Андорра                                | 3 : 0                                  | -                                      | Отборочный матч ЧЕ 2008                |                                        |
| 25                                     | 16 ноября 2007                         | Австрия                                | 1 : 0                                  | -                                      | Товарищеский матч                      |                                        |
| 26                                     | 21 ноября 2007                         | Хорватия                               | 2 : 3                                  | -                                      | Отборочный матч ЧЕ 2008                |                                        |
| 27                                     | 28 мая 2008                            | США                                    | 2 : 0                                  | -                                      | Товарищеский матч                      |                                        |
| 28                                     | 1 июня 2008                            | Тринидад и Тобаго                      | 3 : 0                                  | 2                                      | Товарищеский матч                      |                                        |
| 29                                     | 20 августа 2008                        | Чехия                                  | 2 : 2                                  | -                                      | Товарищеский матч                      |                                        |
| 30                                     | 6 сентября 2008                        | Андорра                                | 2 : 0                                  | -                                      | Отборочный матч ЧМ 2010                |                                        |
| 31                                     | 11 октября 2008                        | Казахстан                              | 5 : 1                                  | 1                                      | Отборочный матч ЧМ 2010                |                                        |
| 32                                     | 19 ноября 2008                         | Германия                               | 2 : 1                                  | -                                      | Товарищеский матч                      |                                        |
| 33                                     | 6 июня 2009                            | Казахстан                              | 4 : 0                                  | -                                      | Отборочный матч ЧМ 2010                |                                        |
| 34                                     | 10 июня 2009                           | Андорра                                | 6 : 0                                  | 2                                      | Отборочный матч ЧМ 2010                |                                        |
| 35                                     | 12 августа 2009                        | Нидерланды                             | 2 : 2                                  | 2                                      | Товарищеский матч                      |                                        |
| 36                                     | 5 сентября 2009                        | Словения                               | 2 : 1                                  | 1                                      | Товарищеский матч                      |                                        |
| 37                                     | 9 сентября 2009                        | Хорватия                               | 5 : 1                                  | -                                      | Отборочный матч ЧМ 2010                |                                        |
| 38                                     | 14 ноября 2009                         | Бразилия                               | 0 : 1                                  | -                                      | Товарищеский матч                      |                                        |
| 39                                     | 3 марта 2010                           | Египет                                 | 3 : 1                                  | -                                      | Товарищеский матч                      |                                        |
| 40                                     | 24 мая 2010                            | Мексика                                | 3 : 1                                  | -                                      | Товарищеский матч                      |                                        |
| 41                                     | 18 июня 2010                           | Алжир                                  | 0 : 0                                  | -                                      | ЧМ 2010. Групповая стадия              |                                        |
| 42                                     | 23 июня 2010                           | Словения                               | 1 : 0                                  | 1                                      | ЧМ 2010. Групповая стадия              |                                        |
| 43                                     | 27 июня 2010                           | Германия                               | 1 : 4                                  | -                                      | ЧМ 2010. 1/8 финала                    |                                        |
| 44                                     | 3 сентября 2010                        | Болгария                               | 4 : 0                                  | 3                                      | Отборочный матч ЧЕ 2012                |                                        |
| 45                                     | 7 сентября 2010                        | Швейцария                              | 3 : 1                                  | -                                      | Отборочный матч ЧЕ 2012                |                                        |
| 46                                     | 29 марта 2011                          | Гана                                   | 1 : 1                                  | -                                      | Товарищеский матч                      |                                        |
| 47                                     | 2 июня 2012                            | Бельгия                                | 1 : 0                                  | -                                      | Товарищеский матч                      |                                        |
| 48                                     | 11 июня 2012                           | Франция                                | 1 : 1                                  | -                                      | ЧЕ 2012. Групповая стадия              |                                        |
| 49                                     | 15 августа 2012                        | Италия                                 | 2 : 1                                  | 1                                      | Товарищеский матч                      |                                        |
| 50                                     | 7 сентября 2012                        | Молдова                                | 5 : 0                                  | 1                                      | Отборочный матч ЧМ 2014                |                                        |
| 51                                     | 11 сентября 2012                       | Украина                                | 1 : 1                                  | -                                      | Отборочный матч ЧМ 2014                |                                        |
| 52                                     | 17 октября 2012                        | Польша                                 | 1 : 1                                  | -                                      | Отборочный матч ЧМ 2014                |                                        |
| 53                                     | 22 марта 2013                          | Сан-Марино                             | 8 : 0                                  | 2                                      | Отборочный матч ЧМ 2014                |                                        |
| 54                                     | 29 мая 2013                            | Ирландия                               | 1 : 1                                  | -                                      | Товарищеский матч                      |                                        |
| 55                                     | 15 ноября 2013                         | Чили                                   | 0 : 2                                  | -                                      | Товарищеский матч                      |                                        |
| 56                                     | 26 марта 2017                          | Литва                                  | 2 : 0                                  | 1                                      | Отборочный матч ЧМ 2018                |                                        |
| 57                                     | 10 июня 2017                           | Шотландия                              | 2 : 2                                  | -                                      | Отборочный матч ЧМ 2018                |                                        |

Итого: 57 матчей / 20 мячей; 35 побед, 12 ничьих, 10 поражений.